# Naturschutzgebiet Uelzener Heide, Mühlhauser Mark
Das Naturschutzgebiet Uelzener Heide, Mühlhauser Mark liegt im Kreis Unna in Nordrhein-Westfalen. Das etwa 195 ha große Gebiet, das im Jahr 2008 unter Naturschutz gestellt wurde, erstreckt sich nordöstlich der Kernstadt Unna unweit nördlich von Uelzen und Mühlhausen. Südlich verläuft die B 1.
Die Unterschutzstellung erfolgt
- zur Erhaltung, Entwicklung und in Teilen zur Wiederherstellung von Lebensgemeinschaften oder Biotopen bestimmter wildlebender Tier- und Pflanzenarten. Als Biotope bzw. Lebensgemeinschaften gelten hier insbesondere Quellen, Kleingewässer und Blänken, Schachtkuhlen, naturnahe Bachläufe, Grünlandflächen, insbesondere Nass- und Feuchtgrünland, Laubwälder, insbesondere Feuchtwaldbereiche, Kleinwaldflächen, Hecken, Kopfweidenreihen, Brachflächen und Säume, Röhrichte
- hinsichtlich der Quellen und ehemaligen Schachtkuhlen aus naturgeschichtlichen, landeskundlichen und erdgeschichtlichen Gründen
- wegen der Seltenheit, besonderen Eigenart und Schönheit der mosaikartigen Zusammensetzung des strukturreichen und vielgestaltigen Landschaftsraumes